# 和気氏
和気氏（わけうじ）は、「和気」を氏の名とする氏族。
備前国和気郡（古くは藤野郡と称した）を本拠とした豪族である。垂仁天皇の皇子・鐸石別命（ぬてしわけのみこと）を祖とすると伝えられる。「別氏」とも書く。姓（かばね）は公（きみ）から真人（まひと）、宿禰などを経て774年（宝亀5年）に朝臣の姓が与えられた。

## 概要
奈良時代の和気広虫（出家して法均尼と号する）と弟・清麻呂が僧道鏡に対する宇佐八幡宮神託に関する事件で功があって朝廷に進出し、藤野別真人から和気朝臣の氏姓が与えられた。清麻呂の子・広世らは学者として朝廷に仕え、広世は和気氏出身者のための大学別曹の弘文院を設置している。
清麻呂の五男真綱は参議まで昇進したが、その後は公卿を出すこともなく地下家として朝廷に仕えた。ただし即位や朔旦冬至の際に氏爵を受ける特権を保持しており、戦国時代頃までその風習は続いた。
和気氏の系統を引く地下家の中で著名なのは戦国時代から江戸時代にかけて代々宮廷医官を務めた医家半井家（なからいけ）がある。江戸時代には半井萬助が和漢薬業の「半井萬助商店」を創業し、その後身は試薬メーカーのナカライテスクとなっている。また源氏の棟梁・源頼義に仕えた和気致輔が出るなど、武士となった者も現れた。